# Tormo de l'Englora
El Tormo de l'Englora és una muntanya de 604 metres que es troba al municipi de Margalef, a la comarca catalana del Priorat.